# Sertab Erener
Sertab Erener (* 4. prosince 1964 Istanbul, Turecko) je turecká zpěvačka a skladatelka. S písní „Everyway That I Can“ reprezentovala Turecko na Eurovision Song Contest 2003 v lotyšské Rize, kde ve finále se ziskem 167 bodů zvítězila.

## Biografie
Sertab se narodila v Istanbulu. Ve věku jedenácti let onemocněla kolikou a několikrát musela být hospitalizována. Aby ji matka odvrátila od své nemoci, snažila se Sertab inspirovat k tomu, aby hrál na klavír. Získala lekce a vyvinula se u ní vášeň pro hudbu. Sertab začala studovat zpěv na gymnáziu ve sboru Işık Lisesi a pokračovala v ní na Státní konzervatoři v Istanbulu (İstanbul Belediye Konservatuvarı). Se svým silným hlasem za šest let trénovala jako sopranistka.
Po jejím vzdělání hrála v nejprestižnějších klubech v Istanbulu a postupně přesvědčila publikum. V pozdních osmdesátých létech, se o ní dozvěděla turecká zpěvačka a producentka Sezen Aksu a od té doby doprovází její kariéru. Prostřednictvím společných vystoupení se Sertab stala slavnějším a v roce 1992 publikovala své první album Sakin Ol, kde většinu písní na albu napsala zpěvačka Aksu. Společně prodali 950 000 alb. O dva roky později publikovala další album Lâ'l a prodalo se asi celkem 1,5 milionu kopií.
Sertab, který byla mezitím zastoupena pouze v sekci pop music, vystoupila s José Carrerasem, kde potvrdila své klasické vokální dovednosti. Po nejúspěšnějším čtvrtém albu Sertab v roce 1999 se objevila společně s Ricky Martinem a vydala singl Aşk společně s řeckým zpěvákem Mandem.
V lednu 2003 oznámila Türkiye Radyo ve Televizyon Kurumu, že Sertab Erener bude reprezentovat Turecko na Eurovision Song Contest 2003. V únoru byl představen název písně jako " Everyway That I Can " a bylo řečeno, že texty budou v angličtině. Turecká jazyková asociace vyzvala k použití turecké písně místo tohoto, aby správně reprezentovala tureckou kulturu. Erener na kritiku odpověděl slovy: "Musí být v angličtině, aby vyhovělo světovým standardům. Polovina světa poslouchá anglickou hudbu, proč by neměli poslouchat tureckého umělce, který zpívá v angličtině?" Píseň byla vydána 8. března a 24. května ve finále Eurovize v Rize dostala 167 bodů, čímž získala pro Turecko první vítězství v soutěži a udělala z něj hostitele soutěže v roce 2004. Její vítězná píseň Everyway That I Can (turecká verze: Sen üzülme diye ) se stala celoevropským hitem. V Řecku, ve Švédsku, v Turecku a ve východoevropských zemích obsadila píseň číslo 1 po celé týdny. V Belgii, Nizozemsku, Rakousku a Španělsku se píseň stala hitem Top 10. Píseň se podařilo vystoupit na 17. místo v Airplay World Official Top 100 a stala se jednou z komerčně nejúspěšnějších vítězných písní Eurovision Song Contest ve 21. století. Po návratu do Turecka získala řadu ocenění díky svému vítězství na Eurovision. Setkala se s prezidentem Ahmetem Necdetem Sezerem a premiérem Recepem Tayyipem Erdoğanem. Byla uspořádána recepce, která měla oslavit její vítězství a byla ji také dána státní medaile.
Dne 6. prosince 2008 vydala společnost Sertab své první koncertní DVD s názvem Otobiyografi Istanbul Konseri pro své 15. výročí vystupování. Dne 9. června 2009 vyšla ve spolupráci s Demir Demirkan její druhé anglické album Painted on Water.
V roce 2015 spolu s manželem kytaristou Emre Kula, basistou Eserem Ünsalanem, klávesistou Ozanem Yılmazem a bubeníkem Alparem Lu založila skupinu Oceans of Noise a začali dělat anglickou rockovou hudbu. V roce 2017 byl vydán první EP skupiny. Ve stejné době dělali soundtrack pro film Ayla: Dcera války. V roce 2018 vydali své druhé EP Not Safe .